# Aydarly
Aydarly är en ort i Kazakstan.   Den ligger i oblystet Almaty, i den östra delen av landet, 1 000 km sydost om huvudstaden Astana. Aydarly ligger 547 meter över havet och antalet invånare är 1 477.
Terrängen runt Aydarly är huvudsakligen platt, men norrut är den kuperad. Runt Aydarly är det mycket glesbefolkat, med 6 invånare per kvadratkilometer. Trakten runt Aydarly består i huvudsak av gräsmarker.